# Till It Hurts
Till It Hurts is een nummer van het Nederlandse dj-trio Yellow Claw uit 2014, ingezongen door de Nederlandse zangeres Ayden (werkelijke naam Sanne Veerbeek, geboren in Hoogeveen).
Net als voorganger "Shotgun" werd ook "Till It Hurts" een hit in Nederland. Het haalde de 7e positie in de Nederlandse Top 40. Ook in Vlaanderen bereikte het nummer de hitlijsten, daar haalde het een bescheiden 23e positie in de Vlaamse Ultratop 50.
In 2014 werd het nummer ook gebruikt in een reclamespot van telecomaanbieder Vodafone.